# 大阪市立加賀屋中学校
大阪市立加賀屋中学校（おおさかしりつ かがや ちゅうがっこう）は、大阪府大阪市住之江区にある公立中学校。略称「加中（かちゅう）」。

## 沿革
1951年に大阪市立住吉第一中学校の分校として現在地に開校した。その後1953年4月1日付で、従来の住吉第一中学校の校区から加賀屋地区を分離する形で、大阪市立加賀屋中学校として開校し、2・3年生が住吉第一中学校から移籍する形になった。創立当初の校区は、大阪市立加賀屋小学校、および加賀屋中学校の開校と同時の1953年に加賀屋小学校から分離開校した大阪市立住吉川小学校の2小学校の校区だった。
開校当初は住吉第一中学校内に分校を設置して1年生を収容していたが、校舎完成に伴って分校は翌1954年に解消されている。現在の校地の一部はかつて池だったが、その後池は埋め立てられて運動場などとなっている。
1993年には大阪市立真住中学校の新設開校に伴い、従来加賀屋中学校校区だった住吉川小学校校区を真住中学校校区に変更している。

### 年表
- 1951年2月15日 - 大阪市立住吉第一中学校分校建設工事を開始。
- 1953年4月1日 - 大阪市立加賀屋中学校として現在地に開校。住吉第一中学校に分校を置く。
- 1954年3月24日 - 住吉第一中学校内の分校を廃止。
- 1954年11月25日 - 校舎竣工。この日を創立記念日とする。
- 1993年4月1日 - 大阪市立真住中学校の開校に伴い校区変更。
- 1998年3月23日 - 新体育館完成。

## 通学区域
- 大阪市立加賀屋小学校と大阪市立加賀屋東小学校の通学区域。

大阪市住之江区 北加賀屋全域、緑木1丁、柴谷1丁、東加賀屋1-2丁目、中加賀屋1-2丁目、西加賀屋1-2丁目。
真住中学校開校する以前の1992年度入学生までは、緑木2丁、柴谷2丁、西加賀屋3-4丁、中加賀屋3-4丁、東加賀屋3-4丁も通学範囲内であった。

## 出身者
- 高田繁 - 元プロ野球選手、プロ野球監督
- 間寛平 - タレント
- 黒田博樹 - 元プロ野球選手
- 牧志津香 - 柔道家
- 成田童夢 - 元スノーボード選手
- 今井メロ - 元スノーボード選手
- 西内裕一 - 福島大学教授
- 松本勝 - タレント
- 小川勝広 - 映画プロデューサー
- Red Eye - ラッパー

## 交通
- Osaka Metro四つ橋線 北加賀屋駅 南へ約400m